# La Véritable Histoire du Chat Botté
La véritable histoire du Chat Botté (español:El Gato con Botas o  La verdadera historia del Gato con Botas) 
es una película animada de coproducción francesa, belga y suiza de 2009. Fue dirigida en conjunto por Jérôme Deschamps, Pascal Hérold y Macha Makeïeff.
En términos generales, es una versión bastante libre y que poco tiene que ver con el célebre cuento conocido de Charles Perrault, El Gato con Botas.

## Sinopsis
Al morir su padre, el pequeño Pierre, un joven molinero, hereda un extraño gato que habla como un ser humano y parece dotado de poderes mágicos, gracias a unas bellas botas.
Este gato parlanchín, cantante y bailarín, hará cualquier cosa por su joven amo; mediante trucos y bromas, el carismático felino ayudará a su joven amo a conquistar a la bella princesa del reino y así casarse con ella.
Pero en su camino conocen al famoso chambelán del rey, un horrible jorobado y un malvado ogro que no es para nada bonito, que trata de impedir por todos los medios la boda que está a punto de celebrarse.
| Personajes       | Voz original            | Voz en doblaje latino |
| Pierre           | Arthur Deschamps        | Kalimba               |
| La princesa      | Louise Wallon           | Natalia Lafourcade    |
| El chambelán     | Jean-Claude Bolle-Redat | Juan José Origel      |
| La reina         | Yolande Moreau          | Magda Giner           |
| Doc Marcel       | Atmen Kelif             | Mario Filio           |
| El ogro          | André Wilms             |                       |
| El rey           |                         |                       |
| El jorobado      |                         |                       |
| El bufón del rey |                         |                       |
| Charles Perrault | Pascal Hérold           | César Arias           |